# Камері
Камері (італ. Cameri, п'єм. Cambra) — муніципалітет в Італії, у регіоні П'ємонт,  провінція Новара.
Камері розташоване на відстані близько 510 км на північний захід від Рима, 90 км на північний схід від Турина, 7 км на північний схід від Новари.
Населення — 11 020 осіб (2014).
Щорічний фестиваль відбувається 14 вересня. Покровитель — святий Архангел Михаїл.

## Демографія
Населення за роками:

Станом на 1 січня 2023 року в муніципалітеті офіційно проживало 620 іноземців з 49 країн, серед них 115 громадян країн Євросоюзу та 38 громадян України.

## Сусідні муніципалітети
- Беллінцаго-Новарезе
- Кальтіньяга
- Кастано-Примо
- Галліате
- Нозате
- Новара
- Турбіго